# Río Mangalam
El  Mangalam es un río y uno de los tributarios del río Gayathripuzha. Gayathripuzha es uno de los tributarios principales del río Bharathapuzha, el segundo río más largo en el estado de Kerala en el sur de India.
Cherukunnapuzha es un tributario del río Mangalam y la presa Mangalam está construida en este río. Un sistema de canales con el objetivo de irrigación fue completado y abierto en 1966, en Alathur Taluk, distrito de Palakkad.

## Tributario del río Mangalam
- Cherukunnapuzha

### Otros tributarios del río Gayathripuzha
- -     - Mangalam
    - Ayalurpuzha
    - Vandazhippuzha
    - Meenkarappuzha
    - Chulliyar